# 찰스 라킷
찰스 라킷(Charles Rocket, 1949년 8월 24일 ~ 2005년 10월 7일)은 미국의 저널리스트, 텔레비전 배우, 영화배우, 성우이다.
뱅고어에서 태어났다.

## 영화
- 쉐이드 (2003년)
- 카를로스 웨이크 (1999년)
- 킬링 그라운드 (1998년)
- 배트맨 - 고담의 기사 (1997년)
- 파더스 데이 (1997년) - 러스 역
- 머더 1600 (1997년)
- 시빌 (1995년)
- 톰과 허크 (1995년)
- 큰 도둑 작은 도둑 (1995년)
- 터치드 바이 언 엔젤 (1994년)
- 찰리의 유령 이야기 (1994년)
- 남자 그리고 여자 (1994년)
- 덤 앤 더머 (1994년) - 니콜라스 안드리 역
- 와일드 팜 (1993년)
- 브레인 스매셔 (1993년)
- 호커스 포커스 (1993년) - 데이브 데니슨 역
- 숏 컷 (1993년)
- 마법의 타자기 (1991년)
- 늑대와 춤을 (1990년)
- 허니문 아카데미 (1989년)
- 이지 걸 (1989년)
- 상아탑 정복 작전 (1989년)
- 사선을 넘어 - TV 시리즈 (1989년)
- 다운 트위스티드 (1987년)
- 컴퓨터 인간 맥스 (1987년)
- 미라클 (1986년)
- 팜스프링스의 청춘 (1985년)
- 캘리포니아 걸 (1985년)
- 블루문 특급 - 시리즈 (1985년)
- 새터데이 나잇 라이브 (1975년)